# Catedral de Urbino
La catedral de Urbino es la iglesia principal de la ciudad y la catedral de la archidiócesis de Urbino-Urbania-Sant'Angelo in Vado. La precedente, renacentista, fue destruida por un terremoto en 1789, y la reconstrucción se hizo con gusto neoclásico. Está consagrada a Santa María Asunta y, en 1950, el papa Pío XII la elevó a la categoría de basílica menor.
Pertenece al Centro Histórico de Urbino, declarado Patrimonio de la Humanidad por la Unesco en 1998.

## Historia
Fundada en 1021, en sustitución de una iglesia anterior, la catedral de Urbino tenía unas dimensiones bastante menores. Fue reconstruida el siglo XV por orden de Federico de Montefeltro, según un proyecto atribuido a Francesco di Giorgio Martini que en aquellos años era el arquitecto de confianza del duque. El edificio fue terminado en 1604.
Esta obra del renacimiento se perdió a causa del terremoto del 12 de enero de 1789, con el derrumbamiento de la cúpula, que obligó a la reconstrucción de la catedral, encargando el proyecto al arquitecto romano Giuseppe Valadier. El proyecto se acabó en 1801. 
La fachada es obra de Camilo Morigia y fue realizada en 1782, por encargo del arzobispo Domenico Monti. Sobre el frontón hay dos estatuas: San Agustín (izquierda) y San Juan (derecha), y debajo la inscripción "STUDIORUM UNIVERSITATI FASTIGIUM", como agradecimiento a la universidad por haber financiado los trabajos de realización del tejado.
El interior, muy refinado y obra de Valadier, es un bellísimo ejemplo de estilo neoclásico: planta de cruz latina, con tres naves cubiertas de bóvedas de cañón. El transepto está cubierto por una cúpula de casetones. 
Entre las obras de arte destacan:
- Los tapices de San Sebastián (1557) y Santa Cecilia (1555), en la nave derecha.
- La última cena de Federico Barocci (1603-1608), en la capilla del Sacramento.
- La Natividad de la Virgen de Carlo Cignani (1708).

En las pechinas de la cúpula, los tondos de los Evangelistas con obras de artistas de escuela romana del siglo XVIII. El altar mayor, con la Virgen entre los santos protectores de Urbino, es obra de Cristoforo Unterperger.